# Argyrolobium baptisioides
Argyrolobium baptisioides är en ärtväxtart som beskrevs av Wilhelm Gerhard Walpers. Argyrolobium baptisioides ingår i släktet Argyrolobium och familjen ärtväxter. Inga underarter finns listade i Catalogue of Life.